# Фурси
Фурси́ — давнє село на річці Кам'янці у Білоцерківському районі Київської області, неподалік від Білої Церкви. Населення Фурсівської об'єднаної територіальної громади — понад 10 000 мешканців. На території громади функціонує понад 500 підприємств і установ різних форм власності.
Село Фурси є центром Фурсівської об'єднаної громади до складу якої входять села Фурси, Чмирівка, Трушки, Матюші, Пищики та Безугляки.
Храмове свято у Фурсах відбувається 26 вересня, у день вшанування апостола Іоанна Богослова.
У селі працює середня загальноосвітня школа, два дитячих садочки, музична школа, медамбулаторія, сільська бібліотека, функціонує 4 спортивні клуби.

## Історія
Засноване наприкінці XVI — на початку XVII ст. У другій половині XVII ст. його стали заселяти козаки і селяни — жителі Фурсів, фурсівці, Чернігово-Сіверської землі. Звідси й пішла назва села.
У XVIII ст. Фурси входили до складу Білоцерківського староства. В 1774 р. король Станіслав II Август подарував це староство й, зокрема, Фурси великому коронному гетьману Францишку-Ксаверію Браницькому. Наприкінці 1778 р. Браницький вступив у володіння цими маєтками, що існували надалі під назвою Білоцерківського графства.
Цікавим фактом з історії села, який, між іншим, засвідчує давність його існування, є те, що помітна кількість тутешніх родин мають прізвище Фурсенко (у тому числі сільський голова Микола Фурсенко).
Фурси згадані у документах періоду визвольної війни українського народу проти польського поневолення, козацько-селянських повстань, Коліївщини, бурхливих подій двох революцій. Метричні книги, клірові відомості, сповідні розписи церкви св. Іоанна Богослова (збудована у 1726 р.) с. Фурси Трушківської волості Васильківського пов. Київської губернії перебувають на збережені в ЦДІАК України. http://cdiak.archives.gov.ua/baza_geog_pok/church/furs_001.xml

## Населення

### Мова
Розподіл населення за рідною мовою за даними перепису 2001 року:
| Мова       | Відсоток |
| ---------- | -------- |
| українська | 94,29%   |
| російська  | 5,34%    |
| інші       | 0,37%    |

## Вихідці
- Бондар Яна Русланівна (нар. 1991) — українська біатлоністка.
- Гребенецький Олександр Зиновійович (нар. 1874, Фурси — † 8 грудня 1937, Марійська АРСР) — український педагог, учитель і помічник завідувача Першої київської трудової школи ім. Т. Г. Шевченка (раніше колегії Павла Галагана), співробітник Інституту наукової мови ВУАН. Репресований 1937 року за справою «Спілки Визволення України».
- Кваша Ніна Петрівна (1998—2022) — українська військова, бойовий медик 72-ї окремої механізованої бригади імені Чорних Запорожців, що трагічно загинула під час російського вторгнення в Україну 2022 року.
- Ткаленко Іван Іванович — український політик.
- Фурсенко Микола Іванович — радянський і український військовий, Голова Всеукраїнської асоціації сільських і селищних рад.

## Галерея

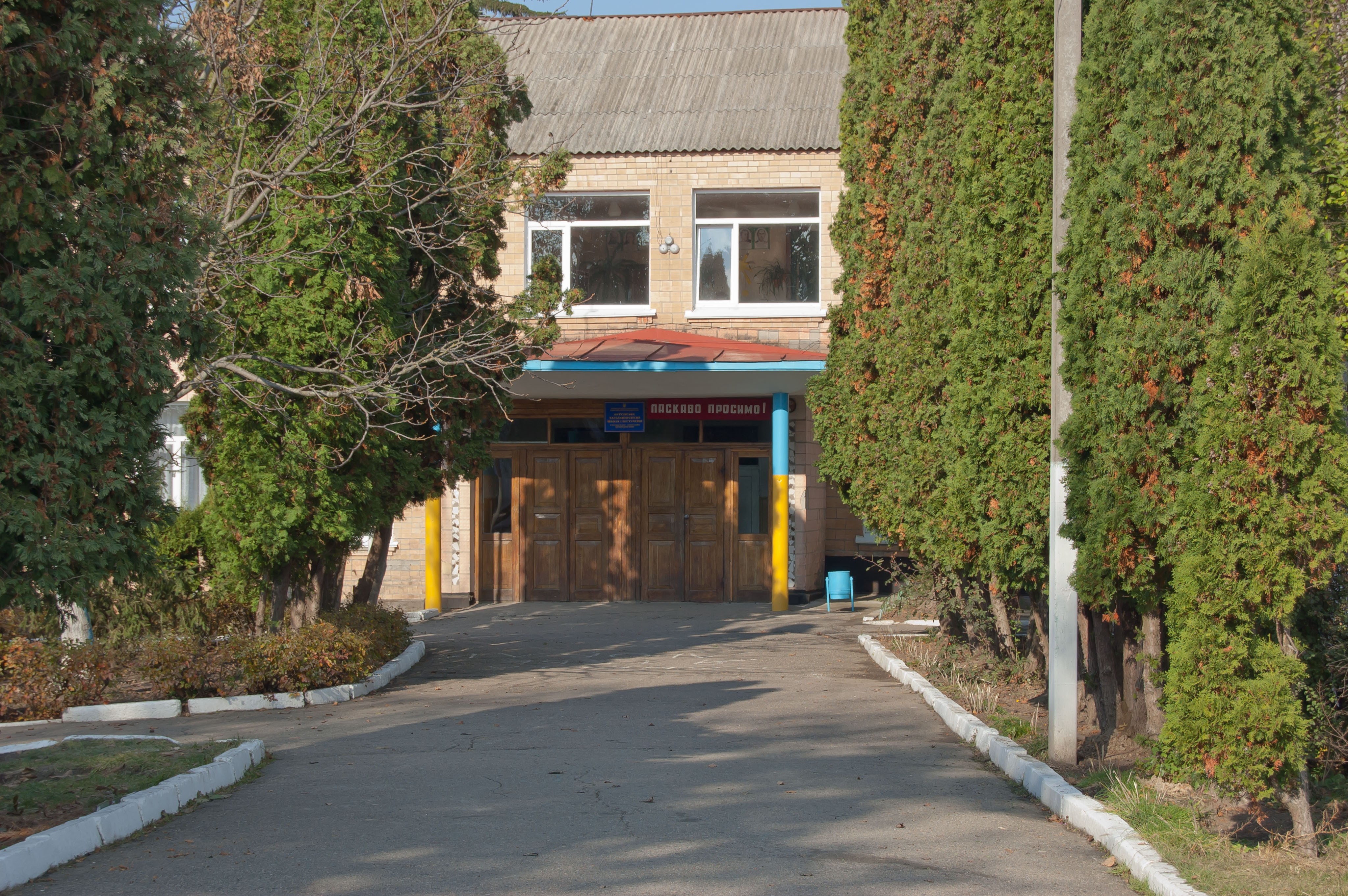
Школа
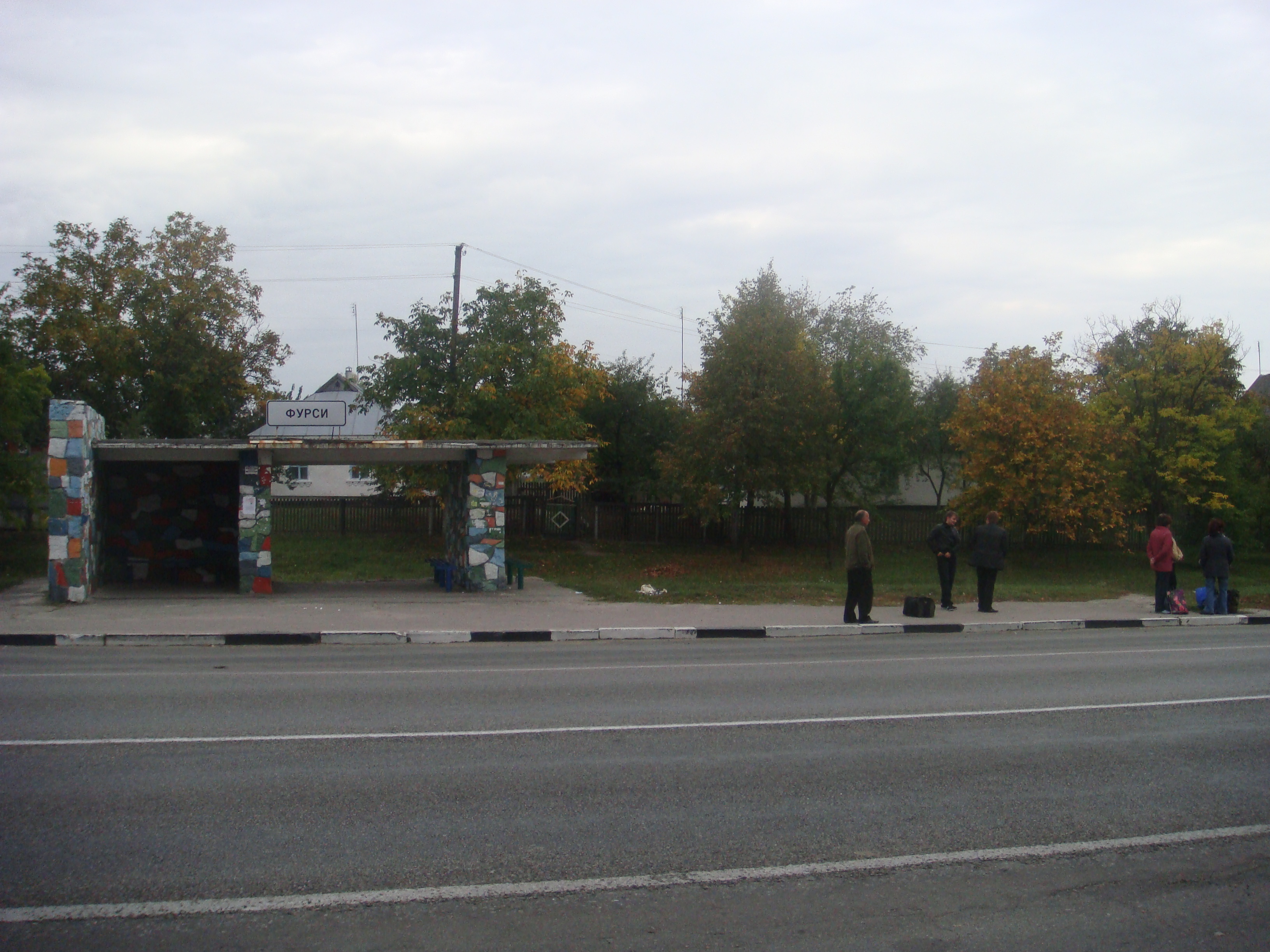
Автобусна зупинка
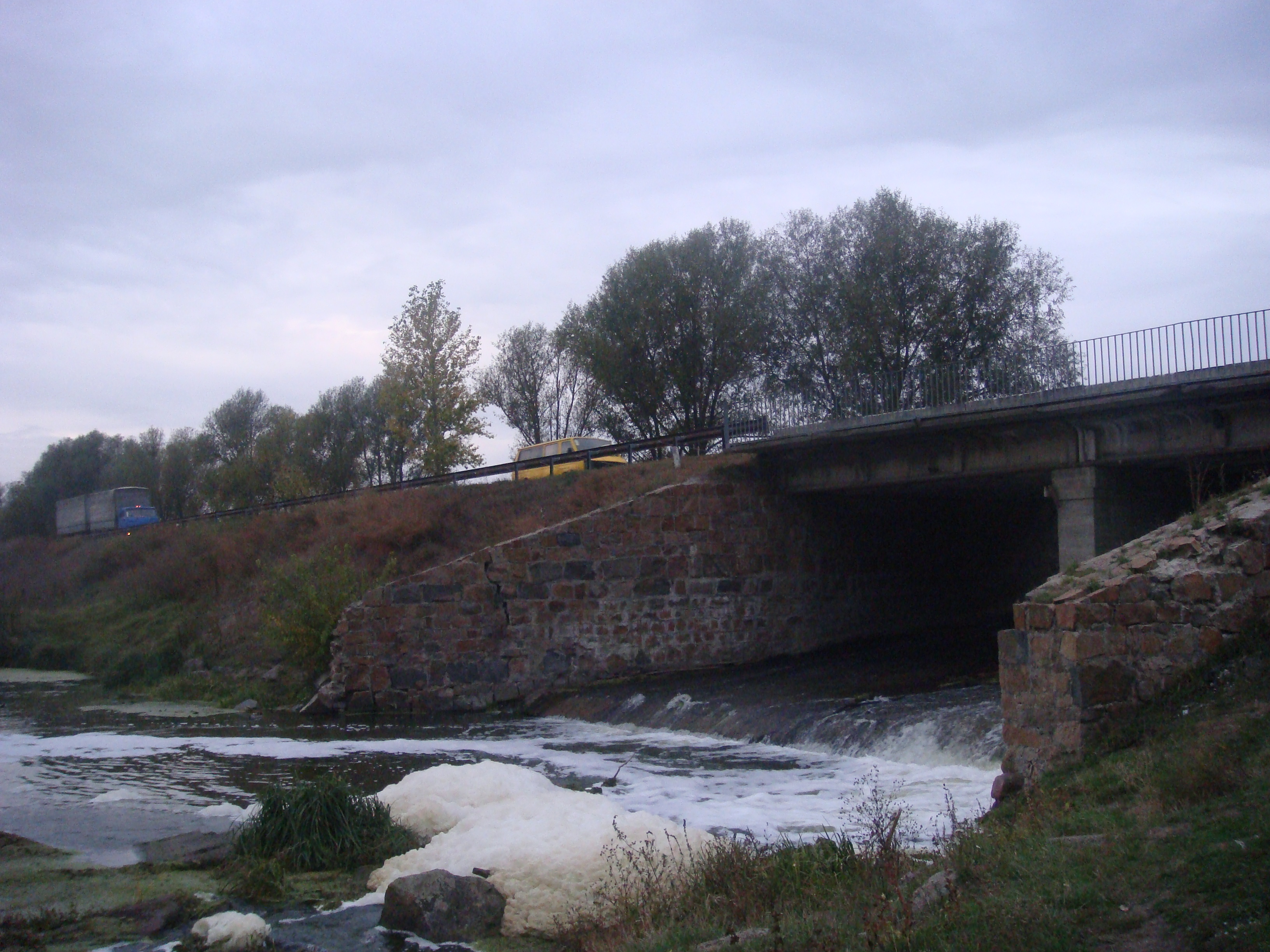
Міст та дамба
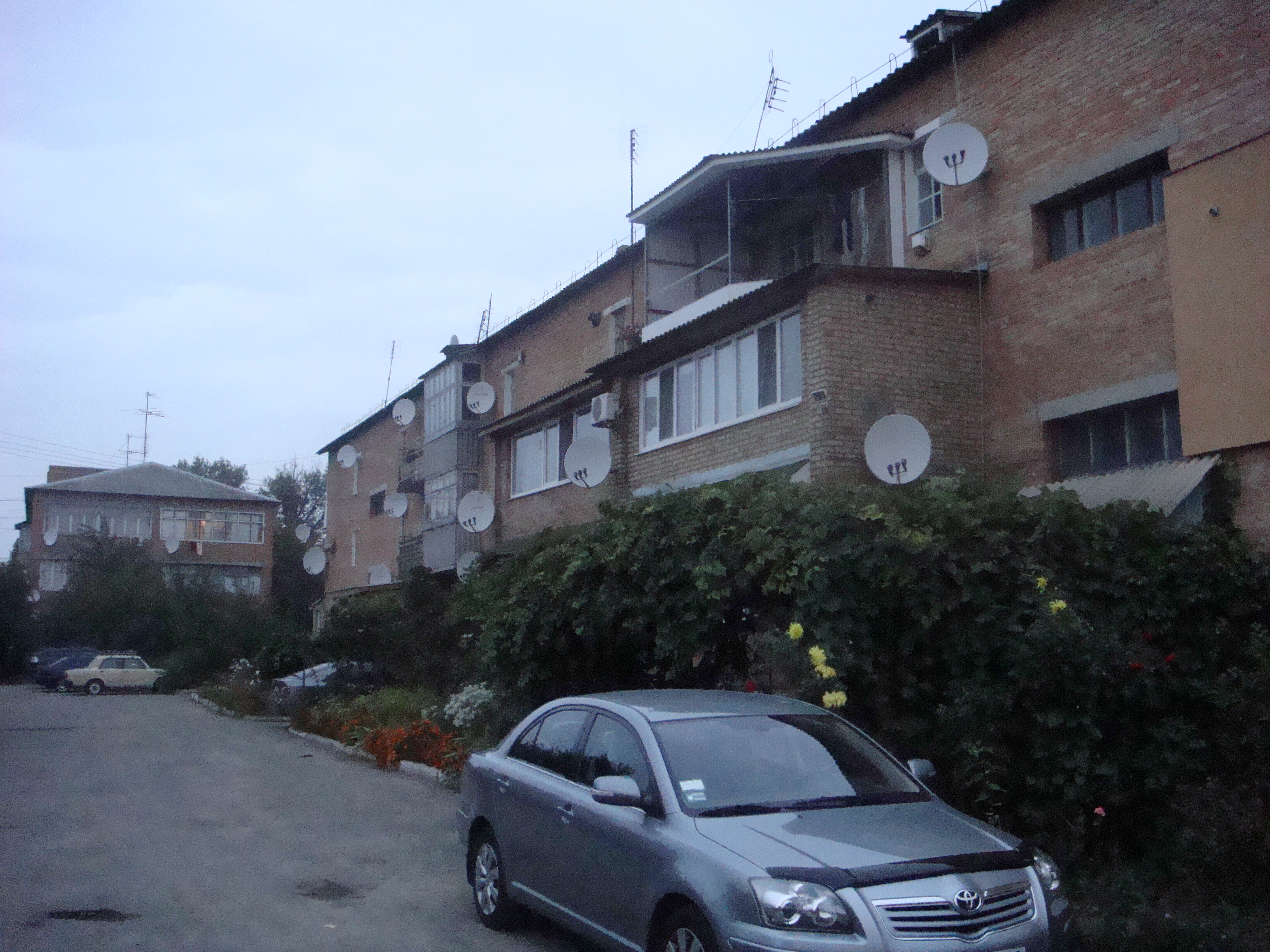
Новобудови
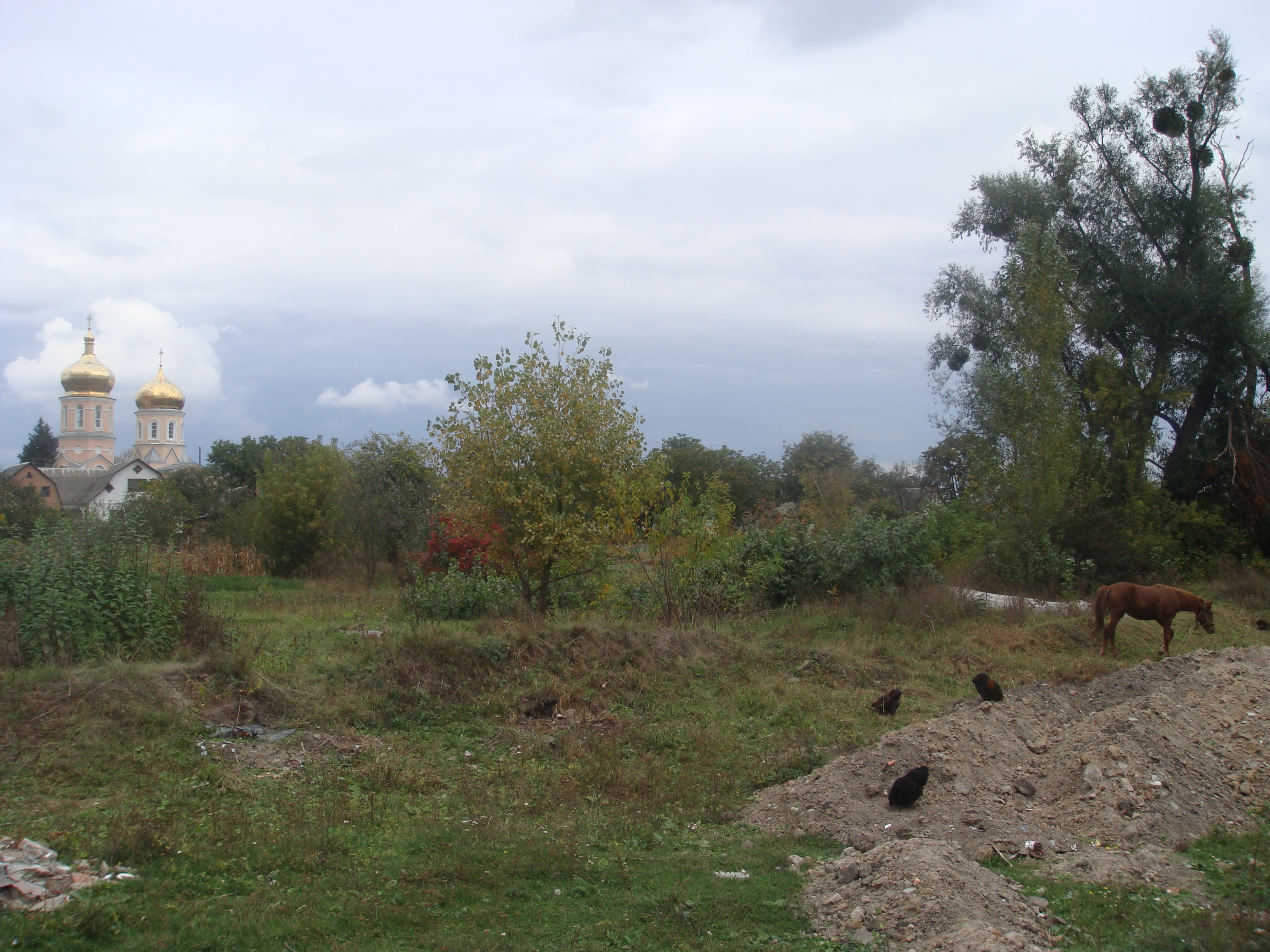
Сільський пейзаж

## Також
- Перелік населених пунктів, що постраждали від Голодомору 1932—1933 (Київська область)